# Šime Vrsaljko
Šime Vrsaljko (* 10. ledna 1992 Rijeka) je bývalý chorvatský profesionální fotbalista, který hrál na pozici pravého obránce.
V srpnu 2020 byla u něj a u jeho spoluhráče Ángela Correy potvrzena nákaza nemocí covid-19. Oba kvůli tomu nemohli odletět se zbytkem týmu na čtvrtfinálové utkání probíhajícího ročníku Ligy mistrů proti RB Lipsku, které se konalo v Lisabonu.

## Klubová kariéra

### Atlético Madrid
Během léta 2016 přestoupil ze US Sassuolo Calcio do Atlética Madrid, kde podepsal kontrakt na pět let, tedy do roku 2021.
Za dva ročníky si připsal celkově 54 soutěžních startů a jednu branku (ve španělském poháru), natrvalo se však přes konkurenci v podobě Juanfrana do základní sestavy nedostal.

### Inter Milán
V srpnu 2018 se vrátil do Itálie, když se stal jednou z mnoha posil italského velkoklubu Inter Milán, kam zamířil na roční hostování s opcí na trvalý přestup.
Debutoval ve 2. kole italské ligy v domácím utkání proti Turínu FC (2:2), ve kterém si přivodil zranění, a tak jej v 71. minutě vystřídal Keita Baldé.

## Reprezentační kariéra
Vrsaljko debutoval mezi seniory v zápase s Českou republikou dne 9. února 2011, který skončil vítězstvím Chorvatů 4:2. Vrsaljko se do hry dostal v 82. minutě jako střídající hráč.
Následující roky se s reprezentací zúčastnil dvou evropských šampionátů v roce 2012 a roku 2016 a dvou šampionátů světových v letech 2014 a 2018.
Na ruském MS roku 2018 patřil do základní jedenáctky trenéra Zlatko Daliće, a to na pravém kraji obrany. Odehrál dva zápasy ve skupině, ve kterých Chorvaté zdolali nejprve Nigérii 2:0 a posléze Argentinu 3:0.
Ve třetím zápase byl pouze náhradníkem, neboť Chorvatsko šetřilo hráče vzhledem k již jistému postupu, přesto zvítězilo 2:1 nad Islandem. Vrsaljko se natrvalo vrátil do základní sestavy a pomohl národnímu týmu až k postupu do finále, kde Chorvatsko podlehlo Francii 2:4.

## Úspěchy
Dinamo Záhřeb
- Chorvatská fotbalová liga
  - 1. místo (2009/10, 2010/11, 2011/12, 2012/13)
- Chorvatský fotbalový pohár
  - 1. místo (2010/11, 2011/12)

Atlético Madrid
- Evropská liga
  - 1. místo (2017/18)

Chorvatská fotbalová reprezentace
- Mistrovství světa
  - 2. místo (2018)